# Oktawian z Savony
Oktawian z Savony, wł. Ottaviano (ur. ok. 1060 w Quingey, zm. 6 sierpnia 1128 lub 1132 w Savonie) – benedyktyn, biskup, błogosławiony Kościoła rzymskokatolickiego.
Niektóre źródła podają, że mógł być bratem Gwidona (Guido ) późniejszego papieża Kaliksta II.
O życiu Oktawiana niewiele wiadomo. Studiował prawo i teologię w Bolonii. W 1089 r., na wieść o chorobie ojca, wybrał się do domu. Kiedy dotarł do Pawii otrzymał wiadomość o śmierci ojca. Przerwał swą podróż i wstąpił do benedyktynów w Ciel d’Oro (wł. Monastero di San Pietro in Ciel d’Oro, obok jednako brzmiącej bazyliki Basilica di San Pietro in Ciel d’Oro). Dał się poznać z szerokiej działalności charytatywnej i gorliwości religijnej.
W 1119 lub 1129 r. objął urząd biskupa w Savonie (obecnie diecezja Savona-Noli), który sprawował do śmierci. Jego następcą został Aldizio.
Oktawian z Savony przez stulecia czczony był jako błogosławiony, ale jego kult zatwierdził dopiero papież Pius VI w 1793 r.
Jego wspomnienie liturgiczne w Kościele katolickim obchodzone jest 6 sierpnia.